# 아토키케투스

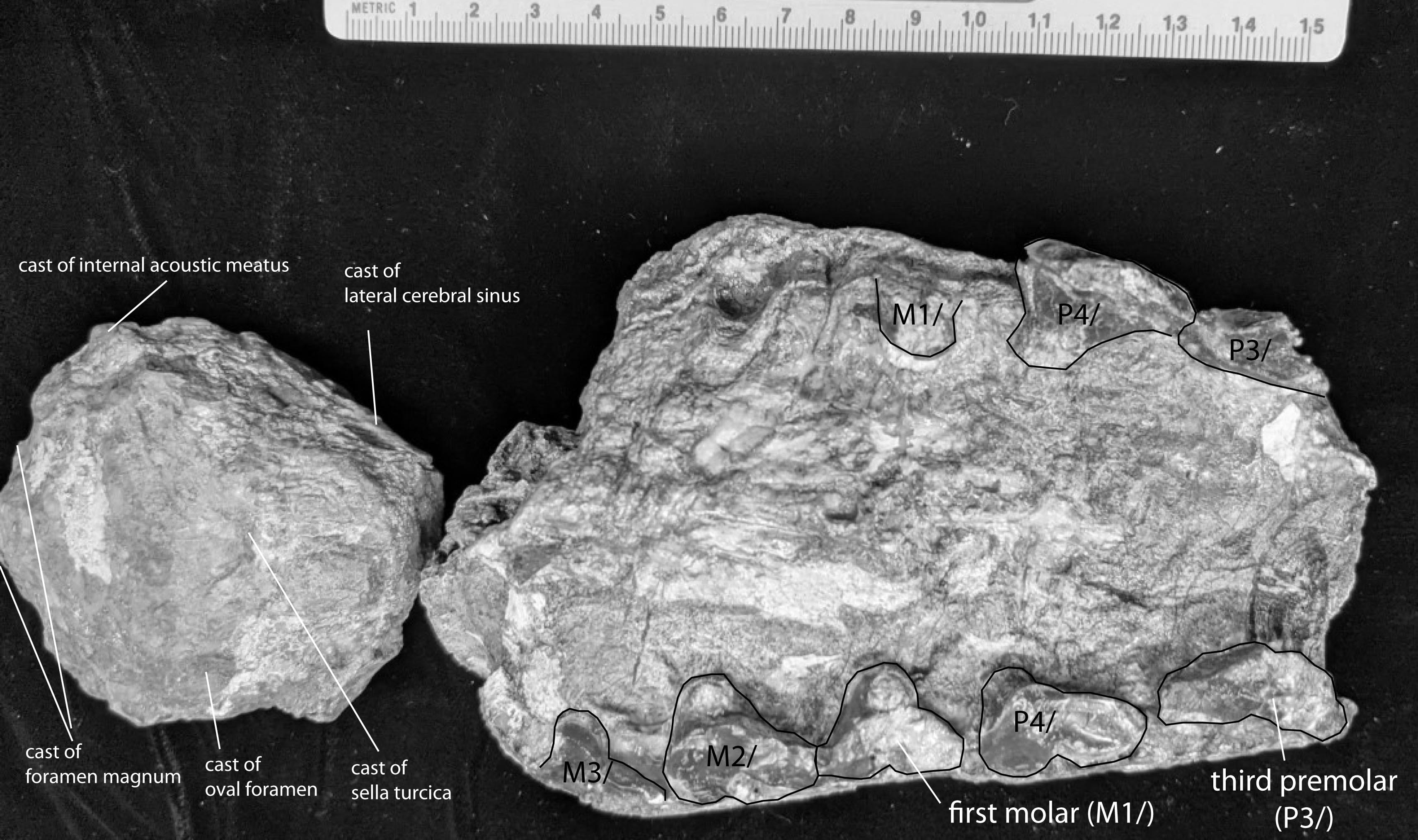

아토키케투스(Attockicetus)는 약4,900만년전(신생대 고제3기 시신세전기)에 서식하고 있던, 해생의 원시적고래류.
특수화해서 자손을 가지지 않는 레밍토노케투스과에 속하며, 현재 알려져 있는 한 동과(同科)의 안에서 가장 작게, 그리고 최초기에 위치한 것이다.서식시기는 암불로케투스속에 동일하다.
화석은 2000년, 한스 테비슨(J.G.M.Hans Thewissen)과 후세인들에 의해서, 파키스탄 북부 펀자브 주의 칼라 치타구릉(Kala Chitta Hills)에서 발견되었다.

## 학명
속명은 발견지 카라 치타에 가장 가까운 도시 Attock(아토크)에 연관되며, "Attock의 고래"의 뜻。